# 赤地站
赤地站（日语：／ Akaji eki */?）是位於福岡縣鞍手郡小竹町大字赤地327番3號，平成筑豐鐵道的伊田線車站。車站編號為HC3。此站的日文名稱完全地使用平假名，以漢字書寫為「赤地」。由於在伊田線內設有赤池站，車站名稱與此站相近，因此此站的日文以平假名（あかじ）標記。但是，由於也可解作「赤字」，因此車站的日文名稱定為。

## 車站構造
車站是一座地面車站，設有2面2線的相對式月台。此站是無人車站。車站沒有車站大樓。

### 月台
| 月台 | 路線    | 上下行 | 方向                                 |
| ---- | ------- | ------ | ------------------------------------ |
| 東邊 | ■伊田線 | 下行   | 金田、田川伊田、田川後藤寺、行橋方向 |
| 西邊 | ■伊田線 | 上行   | 南直方御殿口、直方方向               |

## 使用狀況
- 在2018年度，1日平均上落車人次為51人[1]。
- 在2019年度，1日平均上落車人次為49人[1]。

## 車站周邊
車站位於遠賀川右岸，同時位於小竹町東北方。車站周邊設有廣寬的農田。車站西南方設有小村落。從車站東邊約300米處已經進行直方市內的住宅區。
- 國道200號（日语：国道200号）
- 福岡縣道470號勝野下境線
- 直方駕駛學校
- 雅典娜·帕克斯（彈珠店（日语：パチンコ店））
- 筑豐本線（福北豐線）勝野站 - 西方約1公里處。於遠賀川對面岸。
- 飯塚～直方單車徑
- 小竹町巡回巴士 赤地站巴士站 - 設有巴士路線前往小竹站、勝野站、小竹町公所等町內各處。免費乘坐。星期日、假日、年尾年頭暫停服務。
- 赤地區公民館
- 內藤鍛造所

## 歷史
- 1990年10月1日：赤地站啟用，當時車站日文名稱為。
- 2001年3月3日：車站日文名稱改為。

## 相鄰車站
平成筑豐鐵道
伊田線
南直方御殿口（HC2）－赤地（HC3）－藤棚（HC4）

## 注腳
1. 1 2 3  鉄道を未来につなぐために（令和元年度版） ︳ へいちくネット（平成筑豊鉄道） （页面存档备份，存于）（日語） 各站上落人次調査結果

## 外部連結
- 赤地站（页面存档备份，存于）（平成筑豊鉄道沿線情報サイト）